# Anthophorula compactula
Anthophorula compactula är en biart som beskrevs av Cockerell 1897. Anthophorula compactula ingår i släktet Anthophorula och familjen långtungebin. Inga underarter finns listade i Catalogue of Life.

## Bildgalleri

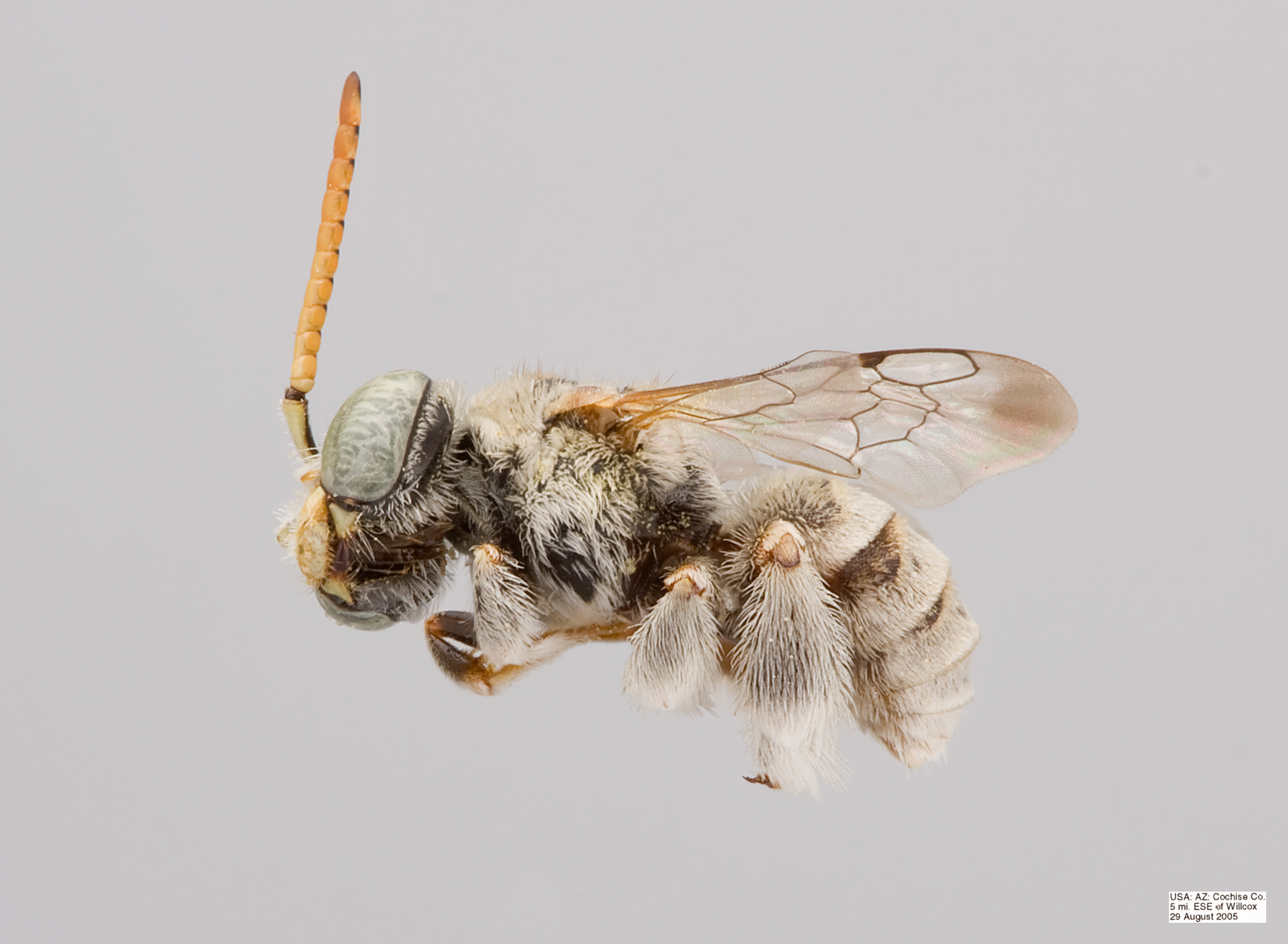